# فینال جام حذفی فوتبال انگلستان ۲۰۱۷
فینال جام حذفی فوتبال انگلستان ۲۰۱۷ رقابت پایانی جام حذفی فوتبال انگلستان در سال ۲۰۱۷ میلادی است که مابین دو تیم باشگاه فوتبال آرسنال و باشگاه فوتبال چلسی در ورزشگاه ومبلی لندن برگزار شده‌است.
این مسابقه که در تاریخ ۲۷ مه ۲۰۱۷ انجام شد و با نتیجه ۲ بر ۱ به سود تیم باشگاه فوتبال آرسنال به پایان رسید.
آرسنال توانست سیزدهمین قهرمانی اش در رقابت‌های جام حذفی فوتبال انگلستان را کسب کند.

## جزئیات مسابقه
| آرسنال                          | ۲ – ۱ | چلسی           |
| ------------------------------- | ----- | -------------- |
| الکسیس سانچز ۴' · آرون رمزی ۷۹' | گزارش | دیگو کوستا ۷۶' |

| آرسنال | چلسی |